# Квинт Помпоний Матерн
Квинт Помпоний Матерн (лат. Quintus Pomponius Maternus) — римский политический деятель первой половины II века.
Матерн, по всей видимости, был испанского происхождения. Возможно, его родиной была провинция Тарраконская Испания. О карьере Матерна известно лишь то, что в 128 году он занимал должность консула-суффекта вместе с Марком Юнием Меттием Руфом. О дальнейшей его биографии нет никаких сведений.